# Società post-industriale

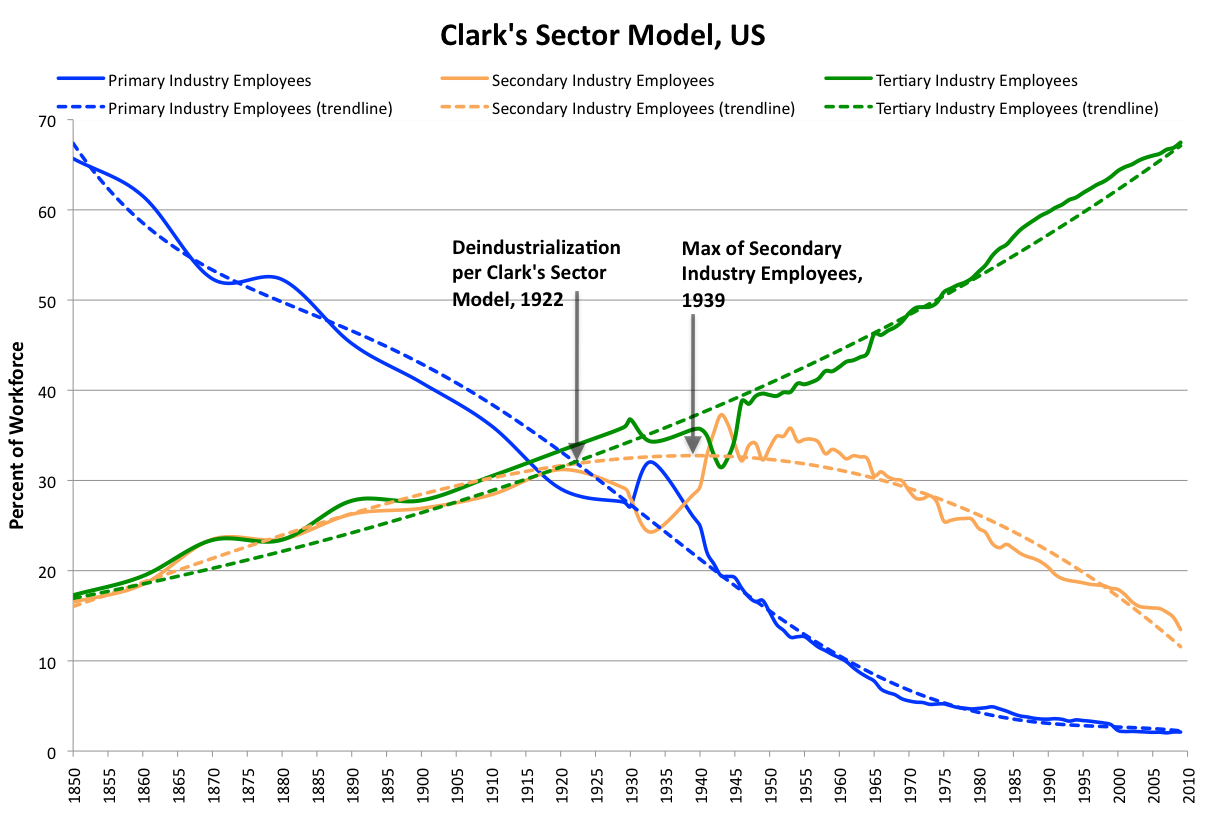
Modello settoriale di Clark per l'economia USA 1850–2009

La società post-industriale è un concetto introdotto da diversi teorici di economia e sociologia per descrivere lo stato raggiunto da alcune società sviluppate nel loro sistema sociale ed economico che si sarebbe evoluto in base a cambiamenti specifici nella loro struttura sociale e che corrisponderebbe a uno stato di sviluppo successivo al classico processo di industrializzazione della rivoluzione industriale.
Nella società post-industriale ci sarebbe stata una transizione economica, che avrebbe ristrutturato l'intera società, passando da un settore secondario a un settore dei servizi, basato sullo sviluppo tecnico e ricerca scientifica, istruzione e tecnologie dell'informazione e della comunicazione che avrebbero trasformato le precedenti forme di rapporto tra classi sociali.
Il termine "società post-industriale" è stato coniato da almeno due autori che hanno pubblicato le loro opere tra la fine degli anni sessanta e l'inizio degli anni settanta del XX secolo: Alain Touraine (La societé post-industrielle, 1969) e Daniel Bell (The Coming of Post-Industrial Society, 1973). In particolare, quest'ultimo ha fatto una serie di osservazioni:
- Una società post-industriale è quella in cui la maggioranza dei dipendenti non è coinvolta nella produzione di beni materiali.
- Ciò che caratterizza la società post-industriale non è solo il cambiamento nella natura del potere (che non deriva più dalla proprietà o dalla amministrazione politica, ma dal possesso della conoscenza) (società della conoscenza, teorizzata da Peter Drucker), ma presuppone anche un cambiamento nella natura stessa della conoscenza.

La transizione dalla industria alle post-industria e' venuta gradualmente e resa possibile dalle macchine produttrici guidate dai programmi (software).
Una societa' post-industriale non è meno industriale.
La produzione industriale rimane importante, la differenza con la societa' precedente consiste nella minore o nessuna partecipazione della manodopera.
Allora si dovra' pensare al reddito delle persone che, senza stipendio, non potrebbero fare acquisti, e la produzione di beni sarebbe inutile perché i beni non potranno essere comprati in assenza di denaro alle famiglie.